# Miloš Karadaglić

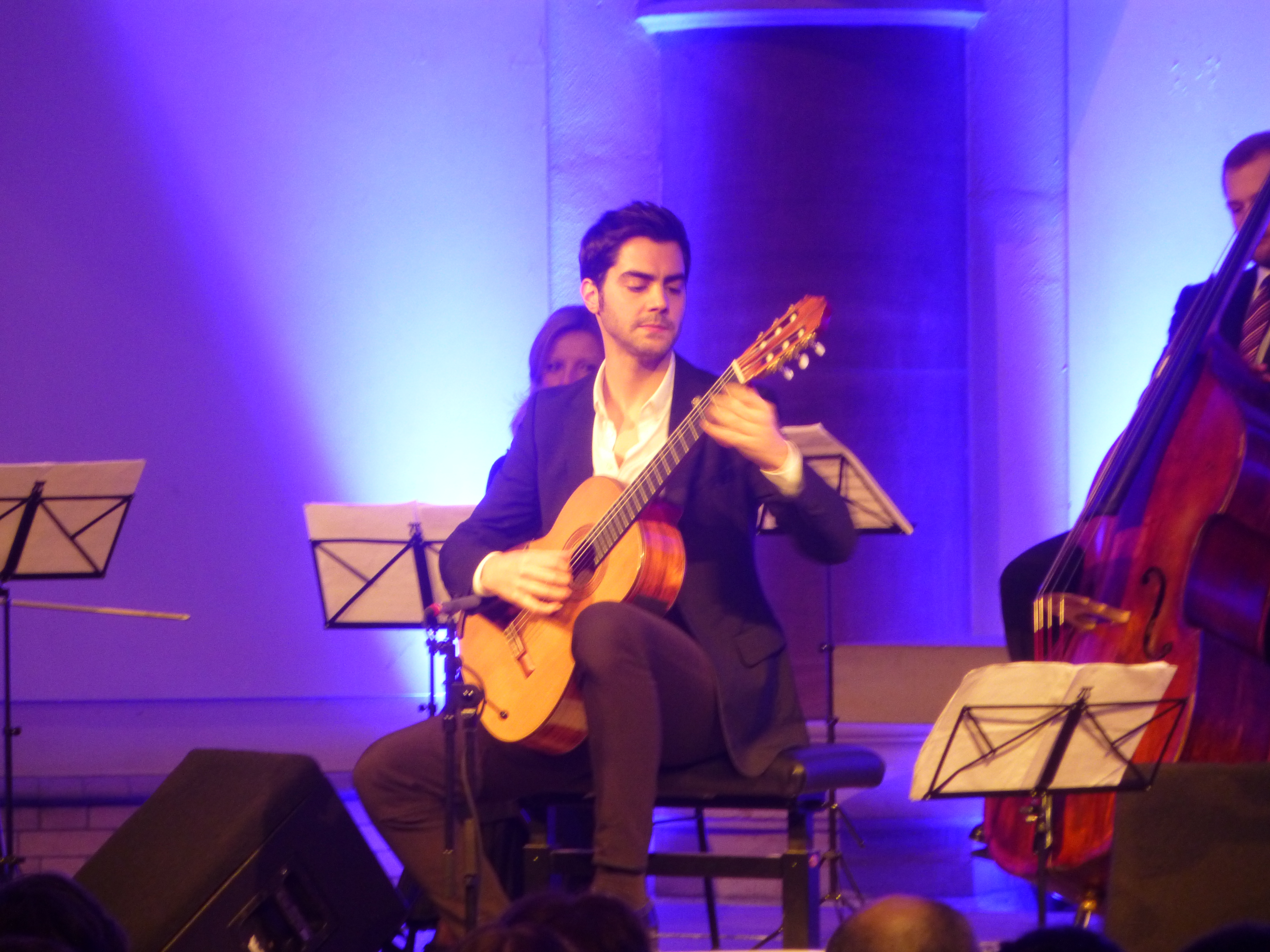
Miloš Karadaglić (2013)

Miloš Karadaglić (* 23. April 1983 in Titograd (Jugoslawien), heute Podgorica, Montenegro), oft auch nur Miloš, ist ein montenegrinischer klassischer Gitarrist.

## Leben
Miloš Karadaglić gab bereits im Alter von 14 Jahren Konzerte in Montenegro. Ab 1999 studierte er an der Royal Academy of Music in London bei Michael Lewin. Er absolvierte die Hochschule mit einem Prädikatsexamen, einem Masterabschluss im Fach Konzertgitarre und einer Ernennung zum Meaker Junior Fellow. 
In den Folgejahren erzielte er zahlreiche Preise und erhielt 2011 einen Exklusivvertrag bei dem Plattenlabel Deutsche Grammophon. 2012 erhielt er den Echo Klassik in der Sparte Nachwuchskünstler (Gitarre) für sein Album Mediterráneo.

## Diskografie
- Miloš Karadaglić Live at the iTunes Festival, Liveaufnahme des Konzerts vom 15. Juni 2010 in London
- Meditarraneo / The Guitar, Deutsche Grammophon, 2011
- Latino, mit Christoph Israel (Klavier) und dem Studioorchester der Europäischen FilmPhilharmonie; Deutsche Grammophon, 2012
- Aranjuez, mit dem London Philharmonic Orchestra unter Leitung von Yannick Nézet-Séguin, 2014
- Blackbird – The Beatles Album, Mercury Classics, 2016
- Sound of Silence, Decca, 2019
- The Moon & The Forest, Decca, 2021
- Baroque, Sony, 2023